# Salmo (рэпер)
Маурицио Пишиотту ( Maurizio Pisciottu, род. 29 июня 1984), более известный как Salmo — итальянский рэпер.
 Два его альбома, Hellvisback и Midnite, занимали первое место в чарте Италии. В 2013 году Salmo номинировался на международную премию MTV EMA .
В записи альбома Hellvisback принял участие Трэвис Баркер, барабанщик американской поп-панк группы Blink-182.

## Дискография
Студийные альбомы
- 2011 – The Island Chainsaw Massacre
- 2012 – Death USB
- 2013 – Midnite
- 2014 – S.A.L.M.O. Documentary
- 2016 – Hellvisback
- 2018 – Playlist
- 2021 – Flop

В составе Skasico
- 2004 – Terapia
- 2006 – 21 Grams
- 2008 – Orange Bloom EP

В составе Three Pigs' Trip
- 2010 – Merciful Bullets (EP)